# Гігієна

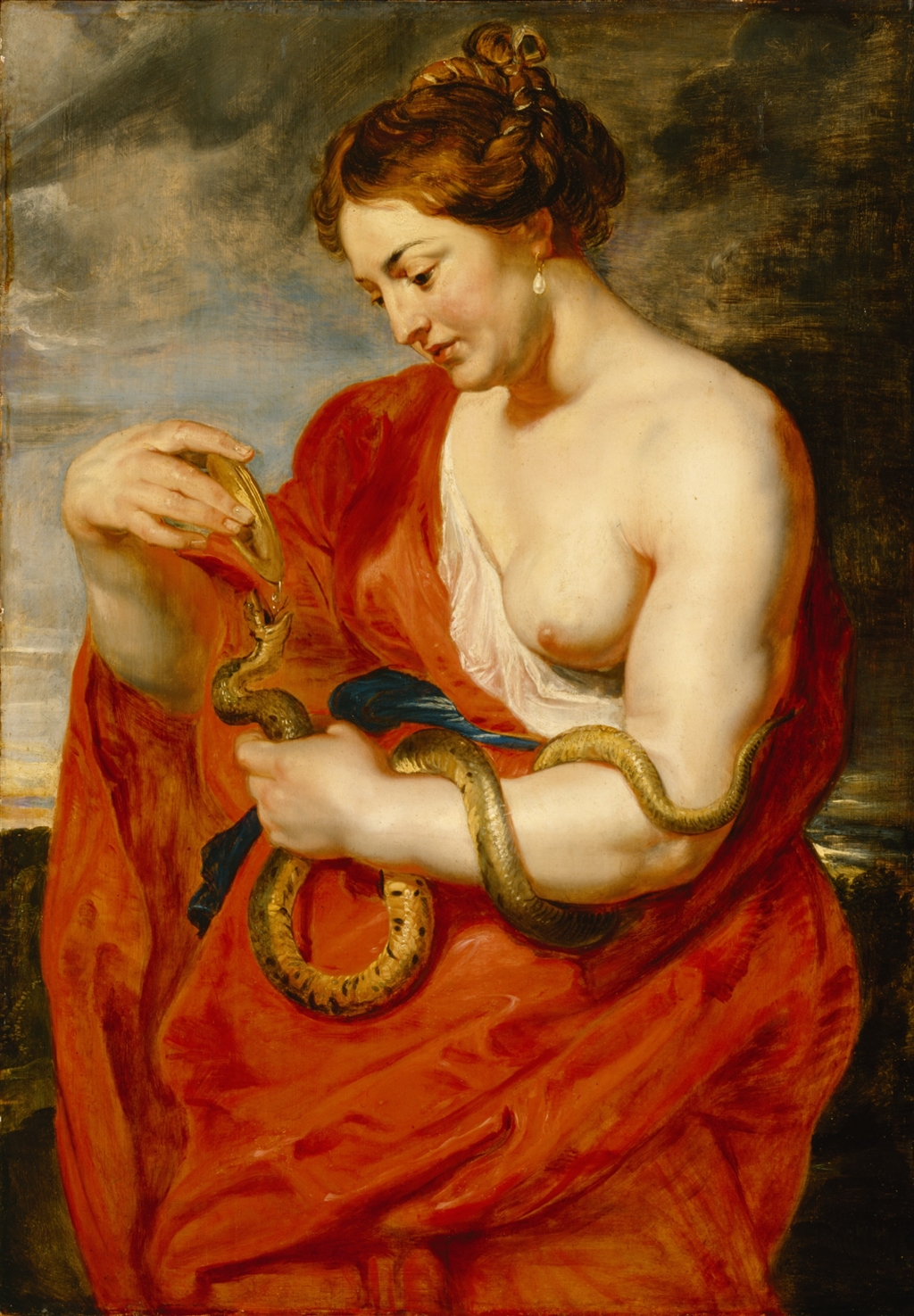
Картина Гігіеї, богині здоров'я. Художник Пітер Рубенс

Гігіє́на (дав. гр. ὑγιεινός - "здоровий") — галузь знань, що вивчає закономірності впливу на організм людини та суспільне здоров'я комплексу чинників довкілля з метою розробки гігієнічних норм, санітарних правил, запобіжних і оздоровчих заходів.

## Історія
Витоки гігієни як сукупності знань про вплив способу життя людини, умов довкілля на її здоров'я та профілактичних рекомендацій, заснованих на цих знаннях, сягають періоду зародження людства. Упродовж усієї історії розвитку гігієни, вона була тісно пов'язаною із соціальними, науково-технічними, культурними та побутовими особливостями відповідних історичних періодів. Тож виділяють п'ять історичних періодів розвитку гігієни як науки, під час яких спостерігались притаманні лише цьому періоду та чітко виражені зміни в її розвитку: первіснообщинний, рабовласницький, феодальний, капіталістичний і соціалістичний.

### Первіснообщинний період

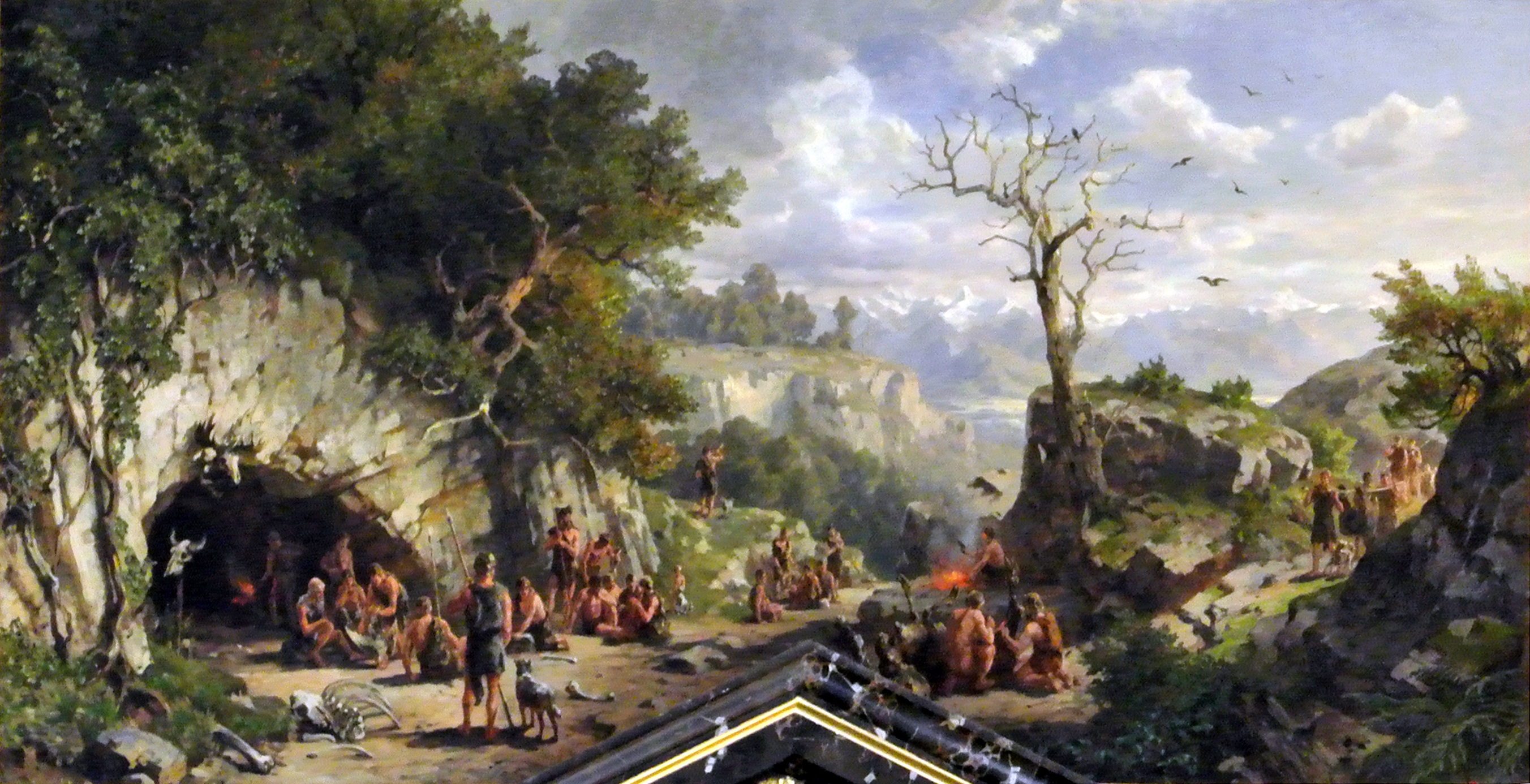
Настінна картина ілюструє життя перших людей. Музей природознавства, Відень.

Первіснообщинний період характеризувався розвитком гігієни первісних людей. Тяжкі умови життя створювали численні небезпеки для здоров'я. Первісна людина була погано захищеною від впливу високої та низької температур повітря, стихійних лих, вона страждала від нестачі їжі, була погано пристосованою до захисту від поранень, ушкоджень чи укусів отруйних тварин. В умовах первіснообщинного ладу люди перебували в постійному пошуку знарядь праці, намагались облаштувати своє житло та захистити себе одягом від впливу несприятливих умов довкілля. Пов'язаний з поганими умовами спосіб життя сприяв виникненню отруєнь, різноманітних захворювань, травм, ранньої смерті.
Багаторічний досвід спостережень викристалізувався у свідоме розуміння пріоритетної ролі запобіжних заходів у збереженні здоров'я людини. Провідні елементи цих заходів мали обмежувальний характер — надавалась перевага розташуванню житла в одних місцевостях супроти інших, вживання окремих рослин і харчових продуктів, вибір джерел питної води. Відкриття вогню відкрило перед людиною нові можливості, збагатило її новими харчовими продуктами і новим житлом. Уже в той час з'явилися перші зародки народної гігієни, що зводились до того, що людина застосовувала свій життєвий досвід для виконання можливих гігієнічних заходів для охорони води, ґрунту, продуктів харчування, житла з метою охорони здоров'я. Нині ці заходи розцінюються як санітарні, а первіснообщинний період розвитку гігієни розцінюють ще як період зародження емпіричної гігієни.

### Рабовласницький період
Продовжувала розвиватись емпірична гігієна в рабовласницьких країнах Стародавнього Сходу — Ассиро-Вавилонській державі, Єгипті, Індії та Китаї, які мали великий вплив на розвиток світової науки та культури. Устрій життя в цих країнах становився під впливом релігійних приписів, що містили також вказівки профілактичного характеру. Значного розвитку набули гігієнічні знання і у Стародавній Греції та Стародавньому Римі.

#### Ассиро-Вавилонська держава
У законодавчих документах Ассиро-Вавилонської держави містились записи медичного змісту, зокрема й такі, що стосувалися особистої та суспільної гігієни, ізоляції заразних хворих тощо. У містах цієї держави знайдено залишки водопровідно-каналізаційних споруд із глиняних труб. Значної цікавості заслуговують споруди, побудовані в 2 тисячолітті до нашої ери в Мохенджо-даро, що в долині Інда. Там були викладені цеглою купальні, басейни, колодязі, побудовані лазні, що нагрівались гарячим повітрям, підведена система каналізації з трубами до 2 метрів у діаметрі та місцями для відстоювання води. Поряд з цим залишки матеріальної культури свідчать про те, що тут широко виконувались меліоративні роботи — осушення боліт і штучне зрошування земель. Важливим гігієнічним досягненням були закони про виселення з міст хворих на заразні захворювання.

#### Єгипет
Гарячий тропічний клімат у Єгипті створював несприятливі умови для зберігання харчових продуктів, сприяв поширенню гельмінтозів, захворювань шкіри та очей. Цей фактор зумовив необхідність опрацювання та застосування відповідних профілактичних заходів, тож у Єгипті дотримання приписів гігієни стало ритуалом. Були розроблені гігієнічні прийоми для підтримання здоров'я: окремі види фізичних вправ, методи загартовування та режим праці і відпочинку. Ще у XV столітті до нашої ери в Єгипті застосовувались дренажні системи, були відомими правила догляду за будівлями та вулицями, методи позбавлення від відходів у містах, будувались великі водопостачальні споруди. Носіями медичних знань, здебільшого, були церковні служителі та жерці. Пророк Мойсей склав окремі правила гігієнічного спрямування. Ці приписи передбачали охорону ґрунту та води від забруднення та утримання таборів у належному стані. У Єгипті в той час також були відомими санітарні рекомендації щодо вживання окремих харчових продуктів, статевого життя, ізоляції хворих, окурювання приміщень, нагляду за ринками, поховання померлих.

#### Індія
Індія відзначилась великим внеском у розвиток гігієнічної культури. У релігійних пам'ятках «Аюрведи» та «Веди», що в перекладі означають книги життя, знайдено багато відомостей про тіло людини, описи захворювань. Як відомо, великого значення надавалось догляду за тілом і за ротовою порожниною зокрема, догляду за одягом, виконанню гімнастичних вправ, фізичній роботі. Важливою була регламентація харчування, підкреслювалась користь вживання молока, меду та свіжої рослинної їжі.
В Індії дбали про благоустрій населених пунктів, добре облаштовували міські каналізаційні системи, організовували усунення нечистот, будували будинки з басейнами. Велике значення надавалось впливу клімату, погоди, пір року на здоров'я людини. Ці чинники та умови враховувались у разі призначення лікарських засобів.

#### Китай
У деяких древньокитайських медичних трактатах вказується, що потрібно запобігти хворобі, якої ще немає в організмі людини. Як і в інших державах Стародавнього Сходу, в Стародавньому Китаї особливо наголошувалось на важливості раціональної дієти, запобігання надмірностям, зверталась громадська увага на важливість масажу, загартування, водних процедур, сонячного опромінення, лікувальної гімнастики, режиму відпочинку та сну. Основна медична діяльність зосереджувалась у монастирях і храмах.
Про зародки гігієни також свідчить високий ступінь благоустрою міст, існували санітарні вимоги щодо планування населених пунктів, житла; деякі будинки опалювались системою внутрішньостінних труб-каналів.

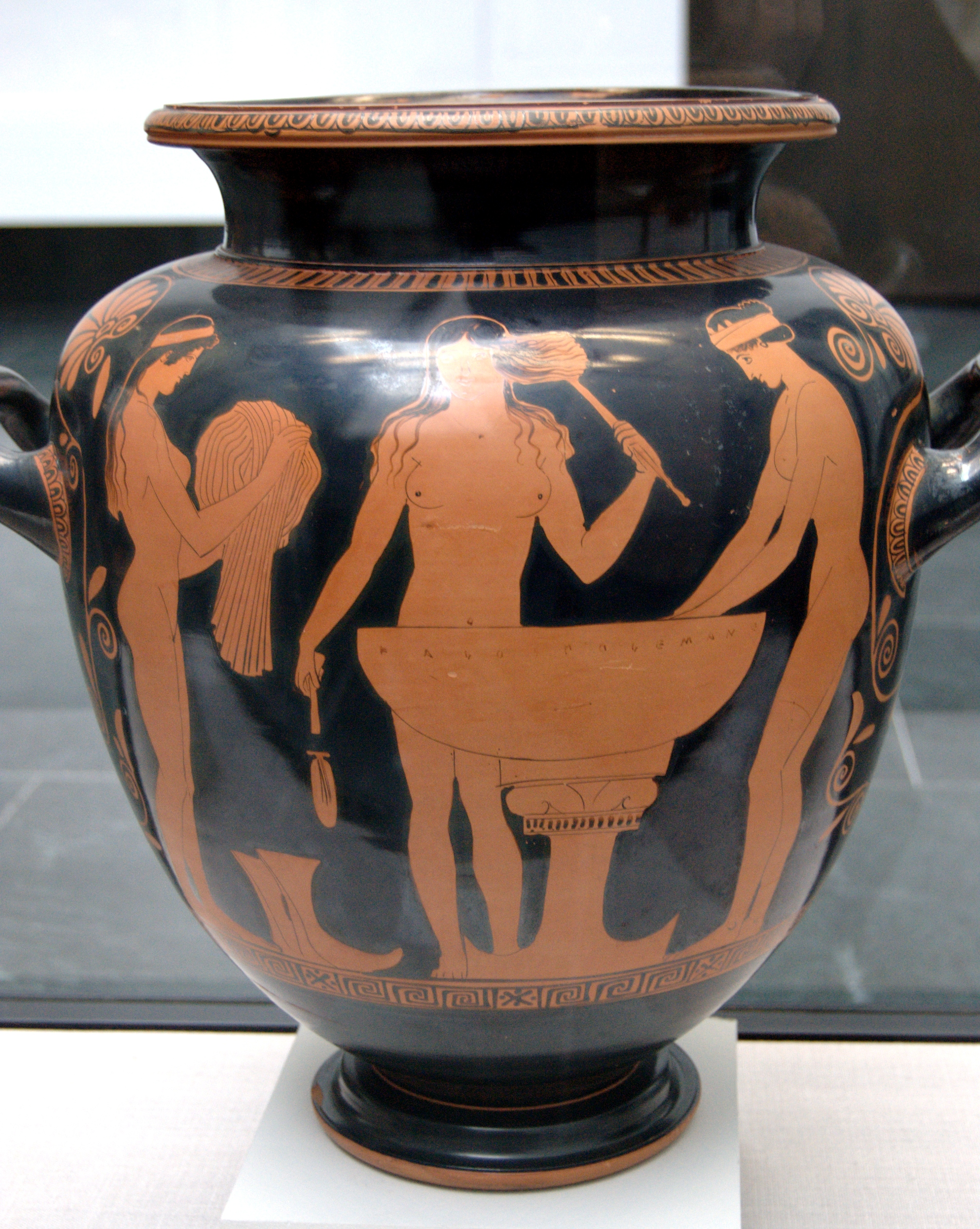
Три молоді жінки вмиваються (440—430 рік до н. е., Стародавня Греція)

#### Стародавня Греція

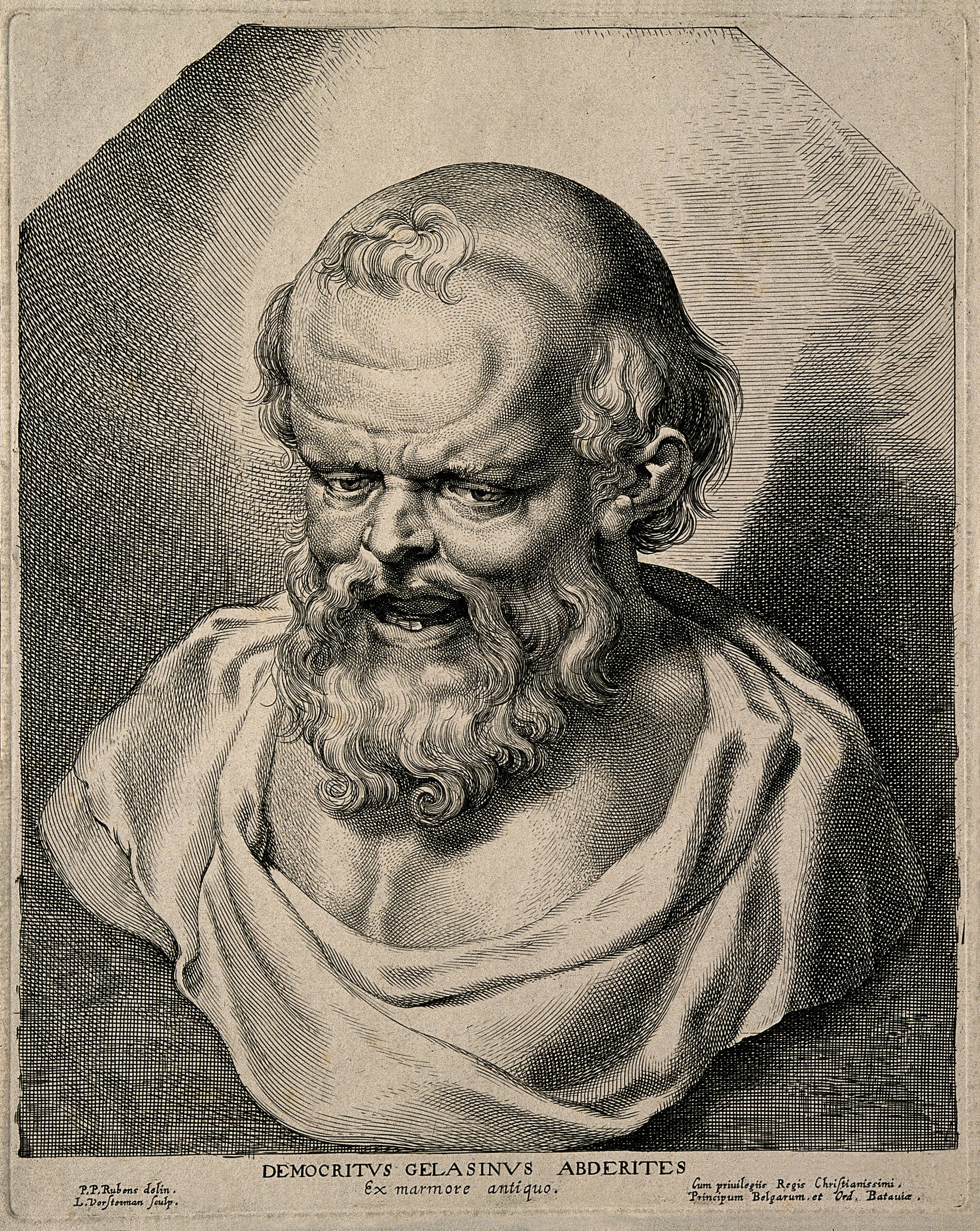
Демокріту належать крилаті вирази «Гігієна — супутниця здоров'я» та «Хворобі легше запобігти, ніж лікувати».

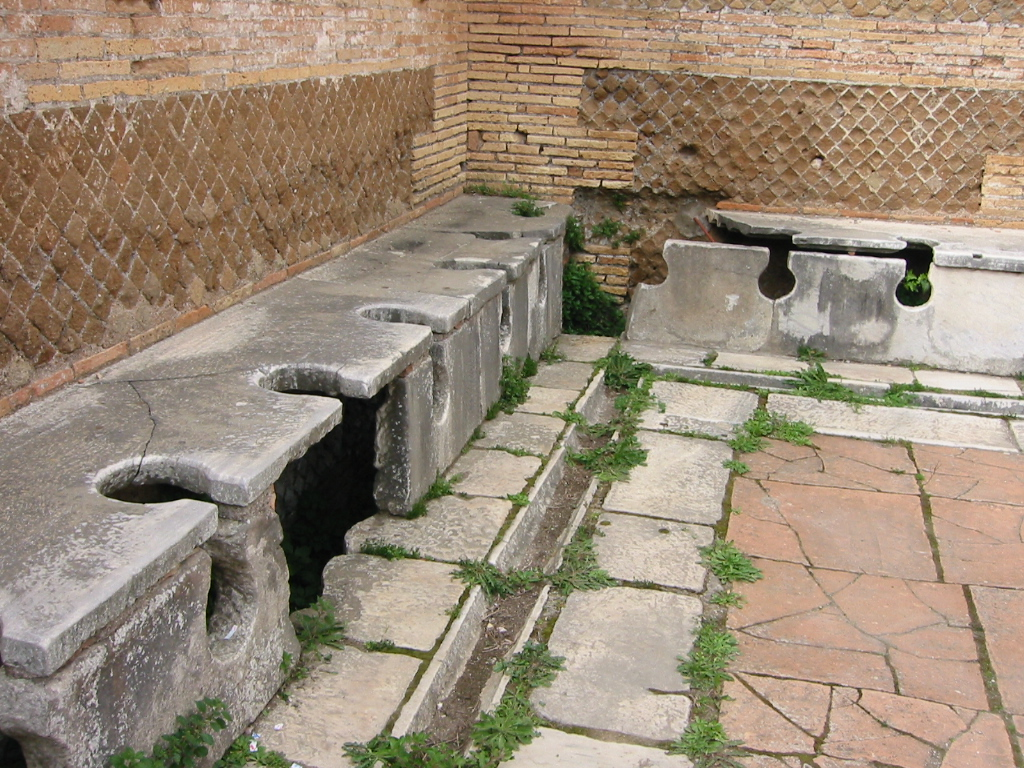
Староримські вбиральні в античній Остії

Розвитку гігієнічних знань у Стародавній Греції сприяв загальний розвиток культури, техніки, філософського вчення. У цей період з'явились перші твори медичного змісту, що мали вплив на подальший розвиток профілактичного вчення. Спричинився до розвитку гігієнічної думки і Гіппократ, який виклав свої міркування стосовно здоров'я людини та довкілля в трактатах «Про повітря, води і місцевості», «Про здоровий спосіб життя» та інших. Гіппократ виділив дві основні групи чинників, що впливають на здоров'я людини: загальні (клімат, ґрунт, вода тощо) й індивідуальні (спосіб життя, харчування, спадковість).

У Стародавній Греції значною увагою наділялись фізична культура, особиста гігієна, здоровий спосіб життя. Зверталась увага на громадську санітарію — нагляд за продажем харчових продуктів і напоїв «санітарною поліцією», розміщенням і будуванням споруд. При будівництві міст дотримувались прямокутного планування, споруджували водопроводи, каналізація. Застосовувались ароматичні речовини задля дезінфекції повітря та приміщень.

#### Стародавній Рим

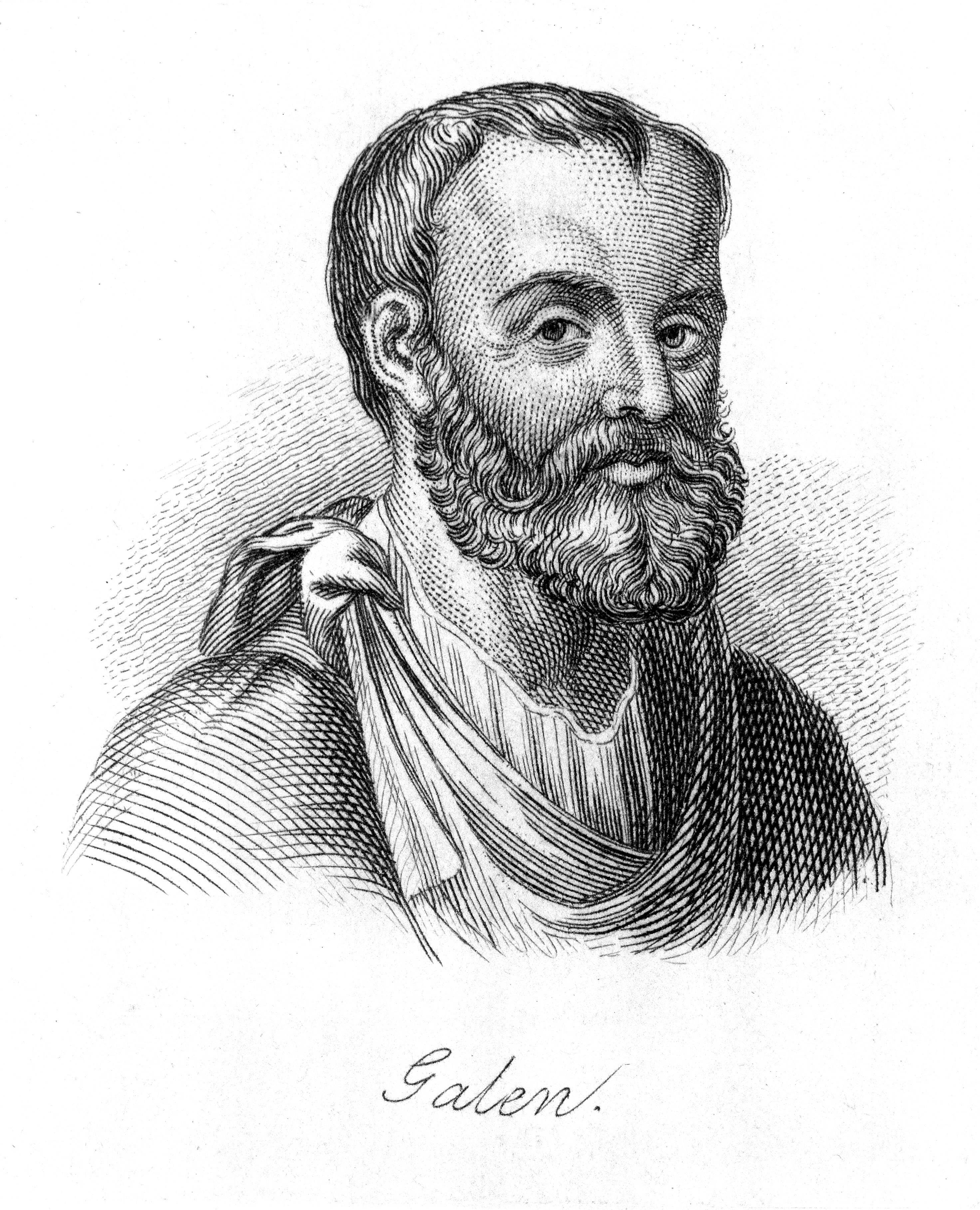
Видатний лікар Стародавнього Риму Клавдій Гален написав багато трактатів, присвячених гігієні

Найбільший вклад до розвитку гігієни в античному світі справив Стародавній Рим. Значущими пам'ятниками будівельної техніки в Стародавньому Римі були римські водогони та каналізація.
Понад 30 водогонів забезпечували місто гірською джерельною водою, а стічні води збирались у великий каналізаційний колектор, що виходив у річку Тибр.
У Стародавньому Римі існувала низка законодавчих документів, що регламентували санітарні вимоги до будівництва ("Будівельний статут "імператора Нерона), використання води з Тибру, поховання померлих, продажу харчових продуктів і харчування військових. А за дотриманням цих вимог слідкували міські чиновники-едили. Едили мали право карати порушників санітарного порядку. Лікарі Стародавнього Риму вважали гігієну тіла, ранкову гімнастику й інші елементи особистої гігієни запорукою видужання та збереження здоров'я.
Унікальним пам'ятником міського благоустрою були римські терми, що розраховувались на декілька тисяч осіб, які купались одночасно. Поблизу терм розміщувались майданчики для фізичних вправ та місця для харчування. У найбільш відомих термах, Каракалах, були навіть зали для прогулянок і відпочинку.
В останні роки існування рабовласницької імперії римська медицина, а з нею і гігієна занепадають. Відтак на розвиток гігієнічної науки більший вплив почав справляти Схід, де й продовжився розвиток культури та медицини.

### Феодальний період

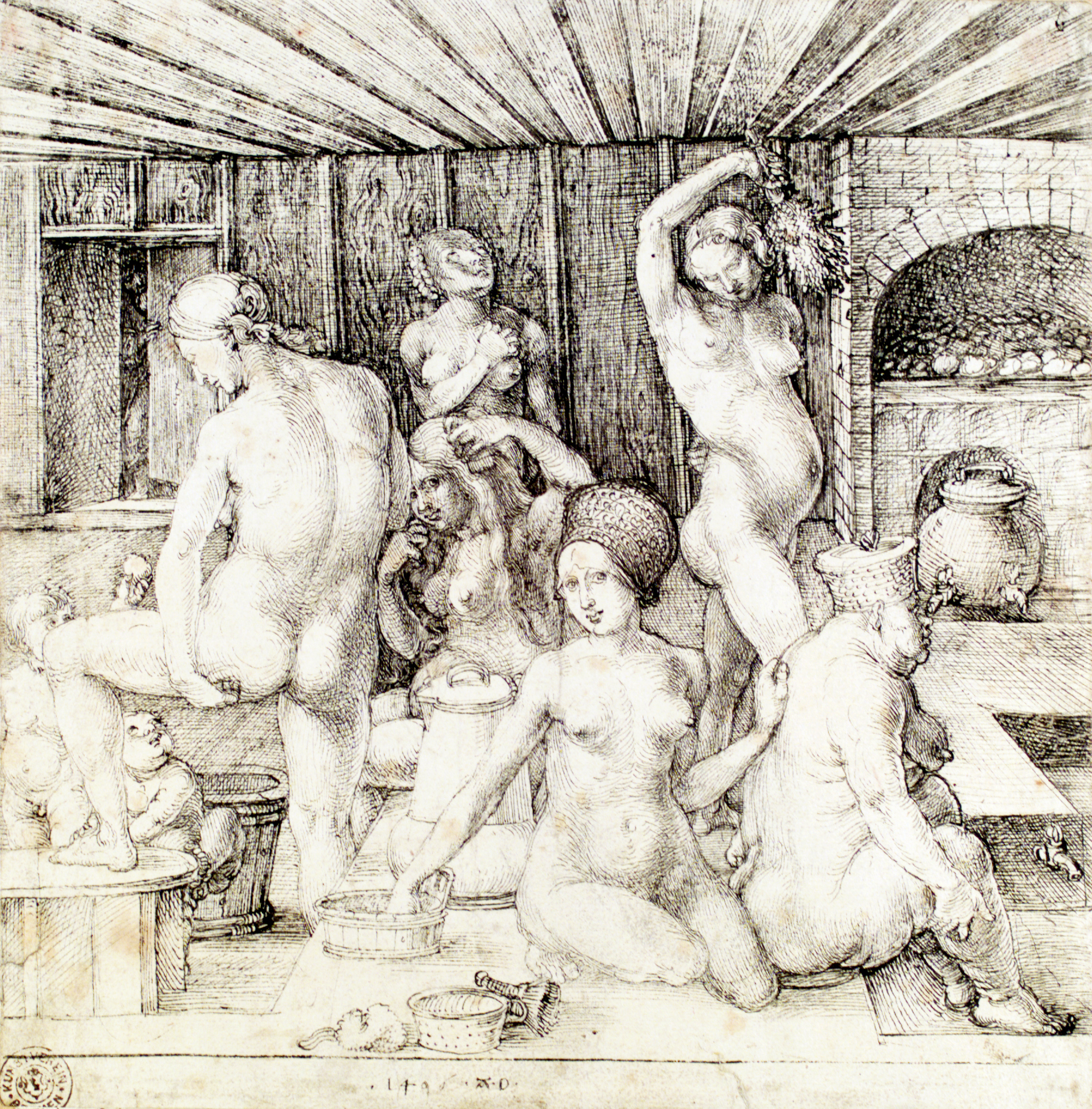
Картина «Жіноча ванна». Альбрехт Дюрер (1496)

Разом із розвалом Західної Римської імперії занепав і розвиток культури, медицини і гігієни зокрема. Навчання медичній науці перейшло до рук монахів і справлялось при монастирях, а в лікувальній і профілактичній практиці послуговувались приписами античної медицини.
В одному з трактатів медичної тематики, «Салернській медицині», написаному лікарем Арнольдом із Віланови були відомості про анатомію людини, патологію та лікування, а також містив важливі поради гігієнічного характеру. Ретельно розглядались у ньому властивості та якість харчових продуктів рослинного та тваринного походження, їх вплив на здоров'я людини, а також з'ясовано режими праці та відпочинку, значення сну.
Втім через нехтування гігієнічними приписами в час Середньовіччя, що характеризувалось аскетизмом, неймовірно швидко поширювались епідемії тифу, чуми, прокази, віспи. Цьому сприяли і торговельні зв'язки з іншими країнами, переміщення населення, хрестові походи та скупчення людей у містах. На сучасні міркування, санітарний стан міст перебував у критичному стані.
Занепала та впала в забуття й індивідуальна гігієна, зокрема серед бідних прошарків населення. Бруд, численні комахи та паразити та завошеність власного тіла здавалась чи не природною, що призводило іноді до важких захворювань.
Лише XVII століття запровадженими були закони, що регламентували освітлення міст, будівництво тротуарів і боротьбу з традицією виливання нечистот безпосередньо на вулицю, а боротьба з епідеміями передбачала ізоляцію хворих за містом, спалення їхнього одягу, провітрювання приміщень, догляд за чистотою вулиць і знищення щурів.

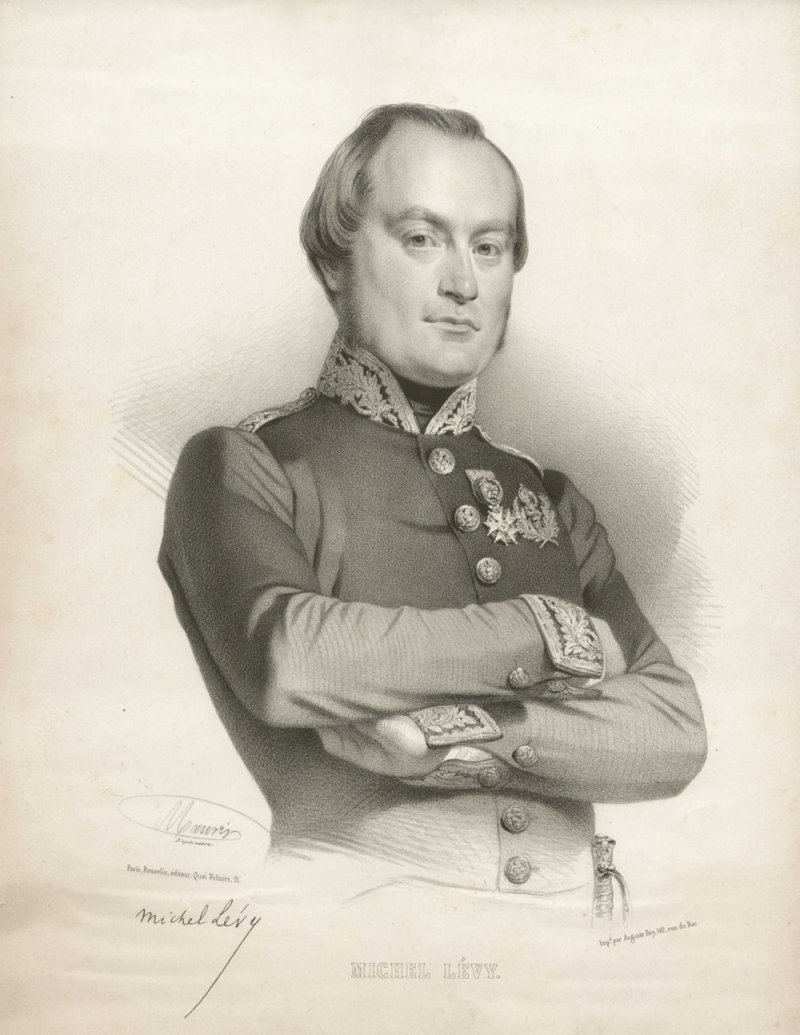
вважав, що терапія знаходить у гігієні більше ресурсів, ніж у фармакології.

### Капіталістичний період

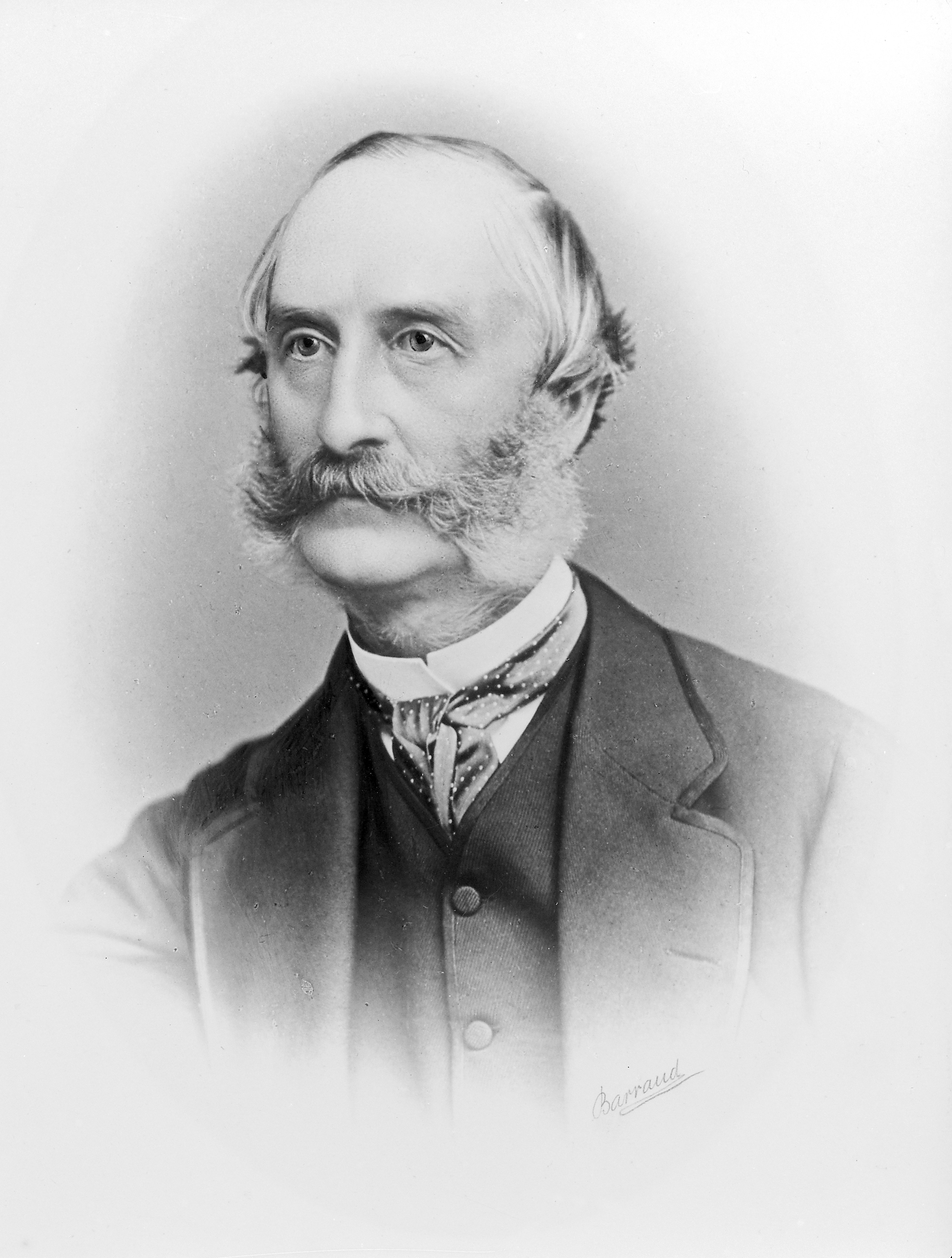
«Посібник з практичної медицини» за час життя автора витримав три перевидання та був перекладений багатьма мовами.

Новим рухом у науці та гігієні зокрема ознаменувались кінець XVIII — початок XIX століть, коли відбулось відродження гігієнічних знань, зміна економічних умов, розвиток торгівлі, відкриття колоній, розквіт промисловості в містах, перехід до капіталістичного ладу. На медичних факультетах університетів були впроваджені розділи «медичної поліції», що було пов'язано з роллю гігієни як науки про форми адміністративного та державного політичного втручання в здоров'я людини. Метою цієї поліції було впровадження в життя засад індивідуальної гігієни, висвітлення санітарних заходів серед громадськості під час епідемій захворювань.
В Англії в той час були ухвалені закони про обстеження стану фабрик, заборону нічної праці дітей і підлітків. Там ж було створене Генеральне управління здоров'я та запроваджено посади санітарних лікарів. Джон Саймон, перший санітарний лікар Лондона, домігся покращення водопостачання, каналізації, що посприяло покращенню епідеміологічного стану міста. Відомий англійський гігієніст Едмунд Паркс написав перший підручник з гігієни англійською мовою, де навів дані про дослідження повітря, води, ґрунту й інших чинників довкілля.

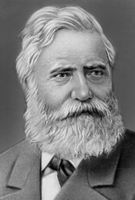
Макс фон Петтенкофер з-поміж іншого визначив уміст вуглекислого газу в повітрі та встановив значення вологості повітря.

Франція стояла на першому місці за кількістю праць гігієнічної тематики. Там були створені перші санітарні органи, санітарні ради. Перший підручник з гігієни французькою мовою написав генерал медичної служби Мішель Леві. У Франції були вжиті заходи щодо розширення будівництва каналізації, вивезення нечистот, освітлення міст, встановлення тротуарів.
Завядки розквіту промислового капіталізму, інтенсивним будівництвом фабрик і заводів, зростанням кількості робітників, більшого значення набули профілактичні заходи, спрямовані на покращення умов праці та побуту цього контингенту людей. Ці фактори зумовили перехід від емпіричної гігієни до гігієни науково-експериментальної, чому сприяли досягнення в галузях хімії, фізики, біології, мікробіології, математики та статистики. Засновником науково-експериментальної гігієни вважається Макс фон Петтенкофер, професор гігієни Мюнхенського університету, що саме йому належать найбільші експериментальні праці з гігієни, що перетворили її в точну науку. Справу Петтенкофера продовжили його учні Макс Рубнер, Карл Флюґґе, Карл Прауснітц, Карл фон Фойт.

### Соціалістичний період

Видатний санітарний лікар України О. В. Корчак-Чепурківський, автор численних наукових праць, організатор системи охорони народного здоров'я.

Останнім історичним періодом розвитку гігієни, що розпочався із становленням соціалістичного режиму на майже третині планети і завершився його занепадом, є соціалістичний період. Протягом більшої частини XX століття гігієна як наука продовжувала вивчати вплив соціальних чинників на здоров'я. Після завершення Другої світової війни в багатьох країнах було створено державні установи охорони здоров'я. Соціальні чинники поруч із іншими умовами довкілля різко вплинули на тривалість життя людини, що з другої половини XIX століття почала подовжуватись.
На першій Генеральній Асамблеї ООН 1946 року було створено Всесвітню організацію охорони здоров'я (ВООЗ), яка взяла на себе обов'язки з координування праці стосовно епідемічних захворювань, санітарної статистики, проведення міжнародних конгресів лікарів тощо.
Упродовж цього періоду гігієна утвердилась у загальній системі заходів щодо збереження та зміцнення здоров'я населення. Основним завданням наукових досліджень і практичної санітарної діяльності стало всебічне вивчення закономірностей комплексного впливу чинників довкілля в час науково-технічного прогресу та умов життя людини на її здоров'я. Великою увагою наділялось створення обґрунтування та впровадження рекомендацій щодо особистої гігієни та здорового способу життя, ефективності профілактики найпоширеніших захворювань, удосконаленню професійної підготовки лікарів-гігієністів. Ці тенденції розвитку гігієни протягом XX століття збереглись і після падіння соціалістичного режиму, тобто на сучасному етапі її розвитку.

## Теоретичні основи
У медицині сформовані дві галузі, що взаємно доповнюють одна одну — лікувальна та профілактична медицина. Лікувальна медицина вивчає хвору людину, закономірності виникнення, перебігу та наслідків хвороби, її закономірності. Гігієна як основна галузь профілактичної медицини вивчає здорову людину та колективи практично здорових людей. Специфічною метою гігієни є пізнання законів і закономірностей взаємодії здорової людини з довкіллям і розроблення методів збереження та зміцнення здоров'я людини.
З'ясовано, що якщо взяти всі етіологічні чинники неінфекційної природи, що можуть змінювати здоров'я населення, за 100 %, то питома вага кожного буде такою: здоровий або нездоровий спосіб життя (48—53 %), генетичний чинник (18—20 %), чинники забруднення довкілля (17—20 %), медичні чинники (8—10 %). З цих значень випливає, що всі відповідальні за здоров'я населення служби країни повинні основну увагу звертати на формування здорового способу життя серед населення, а далі на боротьбу із забрудненням довкілля.
Можна виділити шість основних законів гігієнічної науки:

### Перший закон гігієни
Порушення рівня здоров'я людей (хвороба, зниження резистентності, імунного статусу, адаптаційно-компенсаційних можливостей організму), викликане фізичними, хімічними, біологічними, психогенними етіологічними чинниками, може виникнути лише в разі наявності трьох рушійних сил: джерела шкідливості (забруднювача) або комплексу шкідливостей, чинника (механізму) впливу або передачі цього забруднювача і сприйнятливого (чутливого до цього забруднювача) організму. В разі відсутності хоча б однієї з цих умов чи рушійних сил процесу зміни рівня здоров'я під впливом чинників довкілля для цієї віково-статевої чи професійної групи людей не трапиться.

### Другий закон гігієни
Незалежно від своєї волі та свідомості, у зв'язку з фізіологічною, побутовою і виробничою діяльністю люди негативно впливають на навколишнє середовище, що тим небезпечніше, чим нижче науково-технічний рівень виробництва, культура населення та соціальні умови життя.

### Третій закон гігієни
Природне навколишнє середовище забруднюється не тільки під впливом фізіологічної, побутової та виробничої діяльності людей, а й під час екстремальних природних явищ, катаклізмів, таких як спалахи на Сонці, вулканічна діяльність, землетруси, активна циклонічна й антициклонічна діяльність тощо.

### Четвертий закон гігієни
В процесі створення сприятливих умов проживання і трудової діяльності людське суспільство залежно від соціального рівня розвитку, культури, досягнень науково-технічного прогресу, економічних можливостей, цілеспрямовано позитивно впливає на навколишнє середовище з метою його оздоровлення, запобігаючи забрудненню і тим самим підвищуючи рівень здоров'я населення.

### П'ятий закон гігієни
Під час контакту людини з навколишнім середовищем, забрудненим фізіологічними виділеннями, побутовими або техногенними забруднювачами у кількостях, які перевищують гігієнічні нормативи, неминуче настає зміна рівня здоров'я у бік його погіршення.

### Шостий закон гігієни
Природні чинники довкілля (сонце, чисте повітря, чиста вода, доброякісна їжа) позитивно впливають на здоров'я людей, сприяючи його збереженню і укріпленню при доцільному використання.